# Georg Faber
Georg Faber (n. 5 aprilie 1877 la Kaiserslautern - d. 7 martie 1966 la München) a fost un matematician german, cunoscut pentru studiile asupra seriilor de polinoame de variabilă complexă.
A expus teoria seriilor infinite într-un articol din partea a doua a volumului al XVI-lea al operelor lui Euler, care conține o analiză a tuturor lucrărilor marelui matematician în domeniul acestui tip de serii.
În memoriul său intitulat: Sur les séries des polynomes à une variable complexe (1921), matematicianul român Nicolae Abramescu a reluat studiul seriilor lui Faber.